# Епархия Копенгагена
Епархия Копенгагена (дат. Bispedømmet København, лат. Dioecesis Hafniae) — католическая епархия латинского обряда, объединяющая все католические приходы Дании, включая Гренландию и Фарерские острова.

## История
После победы Реформации в стране католицизм был запрещён. Закон 1569 года о надзоре за иммигрантами жёстко пресекал любое проникновение в страну католических миссионеров, а закон 1624 года прямо запрещал появление в Дании католических священников под угрозой смертной казни. После окончания Тридцатилетней войны этот закон был слегка смягчен, католическим священникам разрешалось служить капелланами при посольствах католических стран, но для датчан обращение в католичество означало полное лишение прав и высылку из страны.
Свобода вероисповедания в стране была восстановлена в 1849 году после принятия демократической конституции и перехода к конституционной монархии. В 1869 году была учреждена апостольская префектура Дании, Исландии и Фарерских островов, в 1892 году она была преобразована в апостольский викариат.
29 апреля 1953 года апостольский викариат был преобразован в епархию Копенгагена.

## Современное состояние
По данным на 2006 год в епархии насчитывалось 36 634 католиков (0,7 % населения), 82 священника, 48 монахов, из них 42 иеромонаха), 205 монахинь и 50 приходов. Епархию с 1995 года возглавляет Чеслав Козон. Кафедральный собор епархии — собор Святого Ансгара в Копенгагене, освящённый в честь святого Ансгара, считающегося святым покровителем страны.

## Епископы
- Йоханнес Теодор Сур, O.S.B. (Johannes Theodor Suhr) 1953—1964
- Ханс Людвиг Мартенсен, S.J. (Hans Ludvig Martensen) 1965—1995
- Чеслав Козон (Czeslaw Kozon) 1995—